# Bulgária a 2000. évi nyári olimpiai játékokon
Bulgária az ausztráliai Sydneyben megrendezett 2000. évi nyári olimpiai játékok egyik részt vevő nemzete volt. Az országot az olimpián 16 sportágban 91 sportoló képviselte, akik összesen 13 érmet szereztek.

## Érmesek
| Érem  | Versenyző         | Sportág       | Versenyszám              |
| ----- | ----------------- | ------------- | ------------------------ |
| Arany | Tereza Marinova   | Atlétika      | Női hármasugrás          |
| Arany | Armen Nazarjan    | Birkózás      | Kötöttfogás, 58 kg       |
| Arany | Galabin Boevszki  | Súlyemelés    | Férfi 69 kg              |
| Arany | Tanyu Kirjakov    | Sportlövészet | Férfi szabadpisztoly     |
| Arany | Marija Grozdeva   | Sportlövészet | Női sportpisztoly        |
| Ezüst | Szerafim Barzakov | Birkózás      | Szabadfogás, 63 kg       |
| Ezüst | Rumjana Nejkova   | Evezés        | Női egypárevezős         |
| Ezüst | Petar Merkov      | Kajak-kenu    | Férfi kajak egyes 500 m  |
| Ezüst | Petar Merkov      | Kajak-kenu    | Férfi kajak egyes 1000 m |
| Ezüst | Georgi Markov     | Súlyemelés    | Férfi 69 kg              |
| Ezüst | Alan Cagaev       | Súlyemelés    | Férfi 105 kg             |
| Bronz | Jordan Jovcsev    | Torna         | Férfi talaj              |
| Bronz | Jordan Jovcsev    | Torna         | Férfi gyűrű              |

## Atlétika
Férfi
| Versenyző        | Versenyszám | Előfutam      | Előfutam      | Előfutam      | Negyeddöntő | Negyeddöntő | Negyeddöntő | Elődöntő | Elődöntő | Elődöntő | Döntő   | Döntő    |
| Versenyző        | Versenyszám | Idő           | Hely.         | Össz.         | Idő         | Hely.       | Össz.       | Idő      | Hely.    | Össz.    | Idő     | Helyezés |
| ---------------- | ----------- | ------------- | ------------- | ------------- | ----------- | ----------- | ----------- | -------- | -------- | -------- | ------- | -------- |
| Petko Jankov     | 100 m       | 10,63         | 7.            | 64.*          | kiesett     | kiesett     | kiesett     | kiesett  | kiesett  | kiesett  | kiesett | kiesett  |
| Petko Jankov     | 200 m       | 20,91         | 4.            | 29.*          | 20,75       | 6.          | 25.         | kiesett  | kiesett  | kiesett  | kiesett | kiesett  |
| Ilija Dzsivondov | 400 m       | 48,64         | 8.            | 62.           | kiesett     | kiesett     | kiesett     | kiesett  | kiesett  | kiesett  | kiesett | kiesett  |
| Ilija Dzsivondov | 400 m gát   | 54,36         | 8.            | 61.           |             |             |             | kiesett  | kiesett  | kiesett  | kiesett | kiesett  |
| Petko Sztefanov  | Maraton     |               |               |               |             |             |             |          |          |          | 2:26:24 | 60.      |
| Zsivko Videnov   | 110 m gát   | nem ért célba | nem ért célba | nem ért célba | kiesett     | kiesett     | kiesett     | kiesett  | kiesett  | kiesett  | kiesett | kiesett  |

| Versenyző            | Versenyszám | Selejtező | Selejtező | Döntő    | Döntő    |
| Versenyző            | Versenyszám | Eredmény  | Helyezés  | Eredmény | Helyezés |
| -------------------- | ----------- | --------- | --------- | -------- | -------- |
| Ilian Efremov        | Rúdugrás    | 555 cm    | 22.**     | kiesett  | kiesett  |
| Petar Dacsev         | Távolugrás  | 803 cm    | 7.*       | 780 cm   | 11.      |
| Nikolaj Atanaszov    | Távolugrás  | 762 cm    | 30.       | kiesett  | kiesett  |
| Rosztiszlav Dimitrov | Hármasugrás | 17,00 m   | 8.        | 16,95 m  | 9.       |
| Ivajlo Ruszenov      | Hármasugrás | 16,40 m   | 22.       | kiesett  | kiesett  |

Női
| Versenyző         | Versenyszám | Előfutam | Előfutam | Előfutam | Negyeddöntő | Negyeddöntő | Negyeddöntő | Elődöntő | Elődöntő | Elődöntő | Döntő    | Döntő    |
| Versenyző         | Versenyszám | Idő      | Hely.    | Össz.    | Idő         | Hely.       | Össz.       | Idő      | Hely.    | Össz.    | Idő      | Helyezés |
| ----------------- | ----------- | -------- | -------- | -------- | ----------- | ----------- | ----------- | -------- | -------- | -------- | -------- | -------- |
| Petya Pendareva   | 100 m       | 11,30    | 2.       | 12.      | 11,36       | 4.          | 18.         | kiesett  | kiesett  | kiesett  | kiesett  | kiesett  |
| Monika Gacsevszka | 200 m       | 24,16    | 8.       | 46.      | kiesett     | kiesett     | kiesett     | kiesett  | kiesett  | kiesett  | kiesett  | kiesett  |
| Daniela Georgieva | 400 m       | 54,46    | 6.       | 42.      | kiesett     | kiesett     | kiesett     | kiesett  | kiesett  | kiesett  | kiesett  | kiesett  |
| Daniela Jordanova | 5000 m      | 15:10,08 | 5.       | 9.       |             |             |             |          |          |          | 14:56,95 | 10.      |
| Szvetla Dimitrova | 100 m gát   | 13,00    | 4.       | 15.      | 13,04       | 6.          | 15.         | 12,95    | 6.       | 10.*     | kiesett  | kiesett  |

| Versenyző                  | Versenyszám   | Selejtező                | Selejtező                | Döntő    | Döntő    |
| Versenyző                  | Versenyszám   | Eredmény                 | Helyezés                 | Eredmény | Helyezés |
| -------------------------- | ------------- | ------------------------ | ------------------------ | -------- | -------- |
| Venelina Veneva            | Magasugrás    | 194 cm                   | 9.                       | 193 cm   | 9.*      |
| Eleonora Miluseva          | Magasugrás    | 194 cm                   | 1.***                    | 190 cm   | 13.      |
| Hrisztina Kalcseva         | Magasugrás    | érvényes kísérlet nélkül | érvényes kísérlet nélkül | kiesett  | kiesett  |
| Tanya Koleva-Sztefanova    | Rúdugrás      | érvényes kísérlet nélkül | érvényes kísérlet nélkül | kiesett  | kiesett  |
| Tereza Marinova            | Hármasugrás   | 14,73 m                  | 3.                       | 15,20 m  |          |
| Marija Dimitrova           | Hármasugrás   | 13,87 m                  | 16.                      | kiesett  | kiesett  |
| Anelija Jordanova-Kumanova | Kalapácsvetés | 54,92 m                  | 26.                      | kiesett  | kiesett  |
| Hrisztina Georgieva        | Gerelyhajítás | 54,60 m                  | 28.                      | kiesett  | kiesett  |

* - egy másik versenyzővel azonos eredményt ért el

** - két másik versenyzővel azonos eredményt ért el

*** - hét másik versenyzővel azonos eredményt ért el

## Birkózás
Kötöttfogású
| Versenyző       | Versenyszám | Csoportkör                                                                                         | Csoportkör | Negyeddöntő       | Elődöntő                  | Bronz- mérkőzés   | Döntő                   | Helyezés |
| Versenyző       | Versenyszám | Ellenfél Eredmény                                                                                  | Hely.      | Ellenfél Eredmény | Ellenfél Eredmény         | Ellenfél Eredmény | Ellenfél Eredmény       | Helyezés |
| --------------- | ----------- | -------------------------------------------------------------------------------------------------- | ---------- | ----------------- | ------------------------- | ----------------- | ----------------------- | -------- |
| Armen Nazarjan  | 58 kg       | 5. csoport · Szaszamoto Makoto (JPN) · 11-0 · Nepes Gukulov (TKM) · 4-1 · Brett Cash (AUS) · 13-2  | 1.         | erőnyerő          | Rifat Yildiz (GER) · 10-0 |                   | Kim Inszop (KOR) · 10-3 |          |
| Ali Mollov      | 97 kg       | 1. csoport · Mikael Ljungberg (SWE) · 0-10 · Petru Sudureac (ROU) · 1-6                            | 3.         | kiesett           | kiesett                   | kiesett           | kiesett                 | 19.      |
| Szergej Murejko | 130 kg      | 4. csoport · Alekszandr Karelin (RUS) · 0-3 · Deák Bárdos Mihály (HUN) · mérkőzés nélkül (sérülés) | 3.         | kiesett           | kiesett                   | kiesett           | kiesett                 | 19.      |

Szabadfogású
| Versenyző         | Versenyszám | Csoportkör                                                                          | Csoportkör | Negyeddöntő              | Elődöntő                    | Bronz- mérkőzés   | Döntő                      | Helyezés |
| Versenyző         | Versenyszám | Ellenfél Eredmény                                                                   | Hely.      | Ellenfél Eredmény        | Ellenfél Eredmény           | Ellenfél Eredmény | Ellenfél Eredmény          | Helyezés |
| ----------------- | ----------- | ----------------------------------------------------------------------------------- | ---------- | ------------------------ | --------------------------- | ----------------- | -------------------------- | -------- |
| Ivan Conov        | 54 kg       | 2. csoport · Olekszandr Zaharuk (UKR) · 0-10 · Leonyid Csucsunov (RUS) · 0-4        | 3.         | kiesett                  | kiesett                     | kiesett           | kiesett                    | 19.      |
| Szerafim Barzakov | 63 kg       | 1. csoport · Ruslan Bodişteanu (MDA) · 4-1 · Jürgen Scheibe (GER) · 3-0             | 1.         | Carlos Ortíz (CUB) · 4-1 | Mohammad Talaei (IRI) · 4-0 |                   | Murad Umahanov (RUS) · 2-3 |          |
| Petar Kaszabov    | 69 kg       | 2. csoport · Yosvany Sánchez (CUB) · 0-4 · Mariusz Dąbrowski (POL) · 3-2            | 2.         | kiesett                  | kiesett                     | kiesett           | kiesett                    | 15.      |
| Plamen Paszkalev  | 76 kg       | 1. csoport · Brandon Slay (USA) · 1-4 · Buvajszar Szajtyijev (RUS) · 2-8            | 3.         | kiesett                  | kiesett                     | kiesett           | kiesett                    | 16.      |
| Kraszimir Kocsev  | 130 kg      | 1. csoport · Alexis Rodríguez (CUB) · 0-2 · Dolgorsürengiin Sumyaabazar (MGL) · 1-1 | 2.         | kiesett                  | kiesett                     | kiesett           | kiesett                    | 12.      |

## Cselgáncs
Férfi
| Versenyző       | Versenyszám | Selejtező         | 32-es főtábla                 | Nyolcaddöntő                    | Negyeddöntő       | Elődöntő          | Vigaszág első kör                   | Vigaszág negyeddöntő | Vigaszág elődöntő | Bronz- mérkőzés   | Döntő             | Helyezés |
| Versenyző       | Versenyszám | Ellenfél Eredmény | Ellenfél Eredmény             | Ellenfél Eredmény               | Ellenfél Eredmény | Ellenfél Eredmény | Ellenfél Eredmény                   | Ellenfél Eredmény    | Ellenfél Eredmény | Ellenfél Eredmény | Ellenfél Eredmény | Helyezés |
| --------------- | ----------- | ----------------- | ----------------------------- | ------------------------------- | ----------------- | ----------------- | ----------------------------------- | -------------------- | ----------------- | ----------------- | ----------------- | -------- |
| Georgi Georgiev | Harmatsúly  | erőnyerő          | Csák József (HUN) · 0010-0000 | Hüseyin Özkan (TUR) · 0011-0021 |                   |                   | Arash Miresmaeili (IRI) · 0002-1001 | kiesett              | kiesett           | kiesett           |                   | 13.      |

Női
| Versenyző         | Versenyszám | Selejtező                        | Nyolcaddöntő      | Negyeddöntő       | Elődöntő          | Vigaszág első kör | Vigaszág negyeddöntő | Vigaszág elődöntő | Bronz- mérkőzés   | Döntő             | Helyezés    |
| Versenyző         | Versenyszám | Ellenfél Eredmény                | Ellenfél Eredmény | Ellenfél Eredmény | Ellenfél Eredmény | Ellenfél Eredmény | Ellenfél Eredmény    | Ellenfél Eredmény | Ellenfél Eredmény | Ellenfél Eredmény | Helyezés    |
| ----------------- | ----------- | -------------------------------- | ----------------- | ----------------- | ----------------- | ----------------- | -------------------- | ----------------- | ----------------- | ----------------- | ----------- |
| Cvetana Bozsilova | Nehézsúly   | Lee Hsiao-Hung (TPE) · 0101-1000 | kiesett           | kiesett           | kiesett           |                   |                      |                   |                   |                   | helyezetlen |

## Evezés
Férfi
| Versenyző    | Versenyszám  | Előfutam | Előfutam | Vigaszág | Vigaszág | Elődöntő | Elődöntő | Elődöntő | Döntő | Döntő   | Döntő | Helyezés |
| Versenyző    | Versenyszám  | Idő      | Hely.    | Idő      | Hely.    | Típus    | Idő      | Hely.    | Típus | Idő     | Hely. | Helyezés |
| ------------ | ------------ | -------- | -------- | -------- | -------- | -------- | -------- | -------- | ----- | ------- | ----- | -------- |
| Ivo Janakiev | Egypárevezős | 7:03,34  | 2.       | 7:09,22  | 2.       | A/B      | 7:03,89  | 3.       | A     | 6:57,32 | 5.    | 5.       |

Női
| Versenyző                             | Versenyszám              | Előfutam | Előfutam | Vigaszág | Vigaszág | Elődöntő | Elődöntő | Elődöntő | Döntő | Döntő   | Döntő | Helyezés |
| Versenyző                             | Versenyszám              | Idő      | Hely.    | Idő      | Hely.    | Típus    | Idő      | Hely.    | Típus | Idő     | Hely. | Helyezés |
| ------------------------------------- | ------------------------ | -------- | -------- | -------- | -------- | -------- | -------- | -------- | ----- | ------- | ----- | -------- |
| Rumjana Nejkova                       | Egypárevezős             | 7:36,10  | 1.       |          |          | A/B      | 7:28,34  | 1.       | A     | 7:28,15 | 2.    |          |
| Viktorija Dimitrova Margarita Petrova | Könnyűsúlyú kétpárevezős | 7:22,51  | 5.       | 7:18,90  | 3.       | A/B      | 7:22,47  | 6.       | B     | 7:17,64 | 6.    | 12.      |

## Kajak-kenu

### Síkvízi
Férfi
| Versenyző                                                   | Versenyszám         | Előfutam | Előfutam | Előfutam | Elődöntő | Elődöntő | Elődöntő | Döntő    | Döntő    |
| Versenyző                                                   | Versenyszám         | Idő      | Hely.    | Össz.    | Idő      | Hely.    | Össz.    | Idő      | Helyezés |
| ----------------------------------------------------------- | ------------------- | -------- | -------- | -------- | -------- | -------- | -------- | -------- | -------- |
| Petar Merkov                                                | Kajak egyes 500 m   | 1:40,227 | 1.       | 2.       | 1:40,008 | 1.       | 3.       | 1:58,393 |          |
| Petar Merkov                                                | Kajak egyes 1000 m  | 3:38,234 | 3.       | 10.      | 3:38,217 | 1.       | 6.       | 3:34,649 |          |
| Petar Szibinkics Milko Kazanov                              | Kajak kettes 500 m  | 1:33,682 | 6.       | 15.      | 1:31,919 | 2.       | 6.       | 1:52,725 | 8.       |
| Marian Dimitrov Dimitar Ivanov                              | Kajak kettes 1000 m | 3:23,646 | 8.       | 16.      | kiesett  | kiesett  | kiesett  | kiesett  | kiesett  |
| Milko Kazanov Petar Merkov Jordan Jordanov Petar Szibinkics | Kajak négyes 1000 m | 3:00,634 | 4.       | 5.       | 3:01,051 | 1.       | 1.       | 2:59,112 | 5.       |
| Nikolaj Buhalov                                             | Kenu egyes 500 m    | 1:51,996 | 4.       | 6.       | 1:52,371 | 2.       | 2.       | 2:44,289 | 9.       |
| Nikolaj Buhalov                                             | Kenu egyes 1000 m   | 3:59,092 | 5.       | 10.      | 4:05,236 | 8.       | 8.       | kiesett  | kiesett  |

## Lovaglás
Díjugratás
| Versenyző                                       | Ló              | Versenyszám | Selejtező | Selejtező | Selejtező | Selejtező | Selejtező | Selejtező | Selejtező | Selejtező | Döntő   | Döntő   | Döntő   | Döntő   | Végeredmény | Végeredmény |
| Versenyző                                       | Ló              | Versenyszám | 1. kör    | 1. kör    | 2. kör    | 2. kör    | 2. kör    | 3. kör    | 3. kör    | 3. kör    | 1. kör  | 1. kör  | 2. kör  | 2. kör  | Végeredmény | Végeredmény |
| Versenyző                                       | Ló              | Versenyszám | Bünt.     | Hely.     | Bünt.     | Össz.     | Hely.     | Bünt.     | Össz.     | Hely.     | Bünt.   | Hely.   | Bünt.   | Hely.   | Bünt.       | Helyezés    |
| ----------------------------------------------- | --------------- | ----------- | --------- | --------- | --------- | --------- | --------- | --------- | --------- | --------- | ------- | ------- | ------- | ------- | ----------- | ----------- |
| Roszen Rajcsev                                  | Premier Cru     | Egyéni      | 12,50     | 37.       | 8,00      | 20,50     | 37.       | 16,00     | 36,50     | 46.       | 12,00   | 20.     | 8,00    | 13.     | 20,00       | 20.*        |
| Samantha McIntosh                               | Royal Discovery | Egyéni      | 14,25     | 45.       | 0,00      | 14,25     | 21.       | 4,00      | 18,25     | 17.       | 17,00   | 39.     | kiesett | kiesett | kiesett     | kiesett     |
| Günter Orschel                                  | Excellent       | Egyéni      | 22,25     | 60.       | 16,00     | 38,25     | 65.       | 12,50     | 50,75     | 58.       | kiesett | kiesett | kiesett | kiesett | kiesett     | kiesett     |
| Samantha McIntosh Roszen Rajcsev Günter Orschel | lásd fentebb    | Csapat      |           |           |           |           |           |           |           |           | 32.00   | 13.     | kiesett | kiesett | kiesett     | kiesett     |

* - három másik versenyzővel azonos eredményt ért el

## Ökölvívás
| Versenyző       | Versenyszám   | Selejtező                         | Nyolcaddöntő                  | Negyeddöntő       | Elődöntő          | Döntő             | Helyezés |
| Versenyző       | Versenyszám   | Ellenfél Eredmény                 | Ellenfél Eredmény             | Ellenfél Eredmény | Ellenfél Eredmény | Ellenfél Eredmény | Helyezés |
| --------------- | ------------- | --------------------------------- | ----------------------------- | ----------------- | ----------------- | ----------------- | -------- |
| Juri Mladenov   | Pehelysúly    | Szervin Szulejmanov (UKR) · 7-4   | Yosvany Aguilera (CUB) · 8-15 | kiesett           | kiesett           | kiesett           | 9.       |
| Dmitrij Uszagin | Nagyváltósúly | Jermain Taylor (USA) · RSC        | kiesett                       | kiesett           | kiesett           | kiesett           | 17.      |
| Emil Krasztev   | Félnehézsúly  | Əli Shamil İsmayılov (AZE) · 9-14 | kiesett                       | kiesett           | kiesett           | kiesett           | 17.      |

RSC - a játékvezető megállította a mérkőzést

## Öttusa
| Versenyző    | Versenyszám | Lövészet | Lövészet | Lövészet | Vívás    | Vívás | Vívás | Úszás   | Úszás | Úszás | Lovaglás      | Lovaglás      | Lovaglás      | Lovaglás      | Futás   | Futás | Futás | Összesen    | Összesen |
| Versenyző    | Versenyszám | Pontszám | Pont     | Hely.    | Eredmény | Pont  | Hely. | Idő     | Pont  | Hely. | Idő           | Hibapont      | Pont          | Hely.         | Idő     | Pont  | Hely. | Összes pont | Helyezés |
| ------------ | ----------- | -------- | -------- | -------- | -------- | ----- | ----- | ------- | ----- | ----- | ------------- | ------------- | ------------- | ------------- | ------- | ----- | ----- | ----------- | -------- |
| Canko Hantov | Férfi       | 169      | 964      | 22.      | 9-15     | 720   | 19.** | 2:07,66 | 1224  | 8.    | nem ért célba | nem ért célba | nem ért célba | nem ért célba | 9:54,15 | 1024  | 19.   | 3932        | 23.      |

** - két másik versenyzővel azonos eredményt ért el

## Röplabda

### Strandröplabda

#### Női
| Versenyző                             | 1. forduló                                          | Reményág                                                        | Reményág                                                             | Nyolcaddöntő      | Negyeddöntő       | Elődöntő          | Döntő             | Helyezés |
| Versenyző                             | 1. forduló                                          | 1. forduló                                                      | 2. forduló                                                           | Nyolcaddöntő      | Negyeddöntő       | Elődöntő          | Döntő             | Helyezés |
| Versenyző                             | Ellenfél Eredmény                                   | Ellenfél Eredmény                                               | Ellenfél Eredmény                                                    | Ellenfél Eredmény | Ellenfél Eredmény | Ellenfél Eredmény | Ellenfél Eredmény | Helyezés |
| ------------------------------------- | --------------------------------------------------- | --------------------------------------------------------------- | -------------------------------------------------------------------- | ----------------- | ----------------- | ----------------- | ----------------- | -------- |
| Petya Jancsulova Cvetelina Jancsulova | Brazília (BRA) · Shelda Bede · Adriana Behar · 3-15 | Hollandia (NED) · Rebekka Kadijk · Debora Schoon Kadijk · 17-15 | Kuba (CUB) · Dalixia Fernandez Grasset · Tamara Larrea Peraza · 3-15 | kiesett           | kiesett           | kiesett           | kiesett           | 17.      |

## Sportlövészet
Férfi
| Versenyző      | Versenyszám          | Selejtező | Selejtező | Döntő | Döntő    |
| Versenyző      | Versenyszám          | Pont      | Helyezés  | Pont  | Helyezés |
| -------------- | -------------------- | --------- | --------- | ----- | -------- |
| Tanyu Kirjakov | Légpisztoly          | 581       | 5.***     | 676,8 | 8.       |
| Tanyu Kirjakov | Szabadpisztoly       | 570       | 1.        | 666,0 |          |
| Emil Milev     | Gyorstüzelő pisztoly | 586       | 4.*       | 684,5 | 4.       |

Női
| Versenyző       | Versenyszám           | Selejtező | Selejtező | Döntő   | Döntő    |
| Versenyző       | Versenyszám           | Pont      | Helyezés  | Pont    | Helyezés |
| --------------- | --------------------- | --------- | --------- | ------- | -------- |
| Marija Grozdeva | Légpisztoly           | 367       | 38.       | kiesett | kiesett  |
| Marija Grozdeva | Sportpisztoly         | 589       | 2.        | 690,3   |          |
| Diana Jorgova   | Sportpisztoly         | 572       | 28.**     | kiesett | kiesett  |
| Diana Jorgova   | Légpisztoly           | 365       | 42.       | kiesett | kiesett  |
| Veszela Lecseva | Légpuska              | 391       | 20.*****  | kiesett | kiesett  |
| Veszela Lecseva | Sportpuska, összetett | 578       | 11.**     | kiesett | kiesett  |
| Nonka Matova    | Sportpuska, összetett | 577       | 14.*      | kiesett | kiesett  |
| Nonka Matova    | Légpuska              | 388       | 36.****   | kiesett | kiesett  |

* - egy másik versenyzővel azonos eredményt ért el

** - két másik versenyzővel azonos eredményt ért el

*** - három másik versenyzővel azonos eredményt ért el

**** - négy másik versenyzővel azonos eredményt ért el

***** - hét másik versenyzővel azonos eredményt ért el

## Súlyemelés
Férfi
| Ivan Ivanov       | 56 kg  | kizárták | kizárták | kizárták | kizárták | kizárták | kizárták | kizárták | kizárták | kizárták |
| Szevdalin Mincsev | 62 kg  | kizárták | kizárták | kizárták | kizárták | kizárták | kizárták | kizárták | kizárták | kizárták |
| Galabin Boevszki  | 69 kg  | 162,5    | 2.       | 195,0    | 1.       | 357,5    |          |          |          |          |
| Georgi Markov     | 69 kg  | 165,0    | 1.       | 187,5    | 2.*      | 352,5    |          |          |          |          |
| Alan Cagaev       | 105 kg | 187,5    | 7.*      | 235,0    | 1.*      | 422,5    |          |          |          |          |

Női
| Izabela Dragneva    | 48 kg | kizárták                 | kizárták                 | kizárták | kizárták | kizárták | kizárták | kizárták | kizárták | kizárták |
| Donka Mincseva      | 48 kg | érvényes kísérlet nélkül | érvényes kísérlet nélkül | kiesett  | kiesett  | kiesett  | kiesett  |          |          |          |
| Milena Trendafilova | 69 kg | 100,0                    | 5.*                      | 132,5    | 1.*      | 232,5    | 4.       |          |          |          |
| Daniela Kerkelova   | 69 kg | 100,0                    | 5.*                      | 132,5    | 1.*      | 232,5    | 5.       |          |          |          |

* - egy másik versenyzővel azonos eredményt ért el

## Tollaslabda
| Versenyző                                     | Versenyszám | Selejtező                       | 32-es főtábla                                                    | Nyolcaddöntő                   | Negyeddöntő       | Elődöntő          | Döntő             | Helyezés |
| Versenyző                                     | Versenyszám | Ellenfél Eredmény               | Ellenfél Eredmény                                                | Ellenfél Eredmény              | Ellenfél Eredmény | Ellenfél Eredmény | Ellenfél Eredmény | Helyezés |
| --------------------------------------------- | ----------- | ------------------------------- | ---------------------------------------------------------------- | ------------------------------ | ----------------- | ----------------- | ----------------- | -------- |
| Svetoslav Stoyanov                            | Férfi egyes | erőnyerő                        | Rio Suryana (AUS) · 15–8, 2–15, 15–13                            | Xia Xuanze (CHN) · 11–15, 2–15 | kiesett           | kiesett           | kiesett           | 9.       |
| Mihail Popov                                  | Férfi egyes | erőnyerő                        | Permadi Fung (TPE) · 0–15, 4–15                                  | kiesett                        | kiesett           | kiesett           | kiesett           | 17.      |
| Mihail Popov Svetoslav Stoyanov               | Férfi páros |                                 | Dánia (DEN) · Lars Paaske · Martin Lundgaard Hansen · 6–15, 6–15 | kiesett                        | kiesett           | kiesett           | kiesett           | 17.      |
| Neli Negyalkova-Boteva                        | Női egyes   | Kellie Lucas (AUS) · 11–5, 11–6 | Huang Chia-Chi (TPE) · 1–11, 5–11                                | kiesett                        | kiesett           | kiesett           | kiesett           | 17.      |
| Diana Koleva-Cvetanova Neli Negyalkova-Boteva | Női páros   |                                 | Kína (CHN) · Gao Ling · Qin Yiyuan · 1–15, 9–15                  | kiesett                        | kiesett           | kiesett           | kiesett           | 17.      |

## Torna
Férfi
| Versenyző                                                                                    | Versenyszám      | Selejtező | Selejtező | Döntő    | Döntő    |
| Versenyző                                                                                    | Versenyszám      | Pontszám  | Helyezés  | Pontszám | Helyezés |
| -------------------------------------------------------------------------------------------- | ---------------- | --------- | --------- | -------- | -------- |
| Jordan Jovcsev                                                                               | Talaj            | 9,650     | 5.        | 9,787    |          |
| Jordan Jovcsev                                                                               | Ugrás            | 9,350     | 39.***    | kiesett  | kiesett  |
| Jordan Jovcsev                                                                               | Korlát           | 9,612     | 15.*      | kiesett  | kiesett  |
| Jordan Jovcsev                                                                               | Nyújtó           | 9,625     | 29.**     | kiesett  | kiesett  |
| Jordan Jovcsev                                                                               | Gyűrű            | 9,775     | 1.*       | 9,737    |          |
| Jordan Jovcsev                                                                               | Lólengés         | 9,587     | 33.**     | kiesett  | kiesett  |
| Jordan Jovcsev                                                                               | Egyéni összetett | 57,599    | 4.        | 57,887   | 8.       |
| Dimitar Luncsev                                                                              | Talaj            | 9,012     | 51.*      | kiesett  | kiesett  |
| Dimitar Luncsev                                                                              | Ugrás            | 9,337     | 45.       | kiesett  | kiesett  |
| Dimitar Luncsev                                                                              | Korlát           | 9,312     | 43.**     | kiesett  | kiesett  |
| Dimitar Luncsev                                                                              | Nyújtó           | 9,487     | 50.       | kiesett  | kiesett  |
| Dimitar Luncsev                                                                              | Gyűrű            | 9,075     | 64.       | kiesett  | kiesett  |
| Dimitar Luncsev                                                                              | Lólengés         | 8,725     | 71.       | kiesett  | kiesett  |
| Dimitar Luncsev                                                                              | Egyéni összetett | 54,948    | 38.       | 56,011   | 24.      |
| Dejan Jordanov                                                                               | Talaj            | 8,200     | 72.       | kiesett  | kiesett  |
| Dejan Jordanov                                                                               | Ugrás            | 8,950     | 74.       | kiesett  | kiesett  |
| Dejan Jordanov                                                                               | Korlát           | 9,237     | 51.*      | kiesett  | kiesett  |
| Dejan Jordanov                                                                               | Nyújtó           | 8,650     | 74.       | kiesett  | kiesett  |
| Dejan Jordanov                                                                               | Lólengés         | 9,237     | 56.*      | kiesett  | kiesett  |
| Dejan Jordanov                                                                               | Egyéni összetett | 44,274    | 62.       | kiesett  | kiesett  |
| Vaszil Vecev                                                                                 | Talaj            | 8,325     | 68.       | kiesett  | kiesett  |
| Vaszil Vecev                                                                                 | Korlát           | 9,150     | 58.       | kiesett  | kiesett  |
| Vaszil Vecev                                                                                 | Nyújtó           | 8,687     | 73.       | kiesett  | kiesett  |
| Vaszil Vecev                                                                                 | Gyűrű            | 8,325     | 73.       | kiesett  | kiesett  |
| Vaszil Vecev                                                                                 | Lólengés         | 8,875     | 67.*      | kiesett  | kiesett  |
| Vaszil Vecev                                                                                 | Egyéni összetett | 43,362    | 64.       | kiesett  | kiesett  |
| Hrisztian Ivanov                                                                             | Ugrás            | 8,900     | 76.       | kiesett  | kiesett  |
| Hrisztian Ivanov                                                                             | Korlát           | 9,312     | 43.**     | kiesett  | kiesett  |
| Hrisztian Ivanov                                                                             | Nyújtó           | 9,687     | 18.**     | kiesett  | kiesett  |
| Hrisztian Ivanov                                                                             | Gyűrű            | 9,312     | 55.       | kiesett  | kiesett  |
| Hrisztian Ivanov                                                                             | Egyéni összetett | 37,211    | 76.       | kiesett  | kiesett  |
| Mladen Sztefanov                                                                             | Talaj            | 9,087     | 48.       | kiesett  | kiesett  |
| Mladen Sztefanov                                                                             | Ugrás            | 9,387     | 37.*      | kiesett  | kiesett  |
| Mladen Sztefanov                                                                             | Gyűrű            | 8,837     | 68.*      | kiesett  | kiesett  |
| Mladen Sztefanov                                                                             | Lólengés         | 8,975     | 65.       | kiesett  | kiesett  |
| Mladen Sztefanov                                                                             | Egyéni összetett | 36,286    | 79.       | kiesett  | kiesett  |
| Jordan Jovcsev Dimitar Luncsev Dejan Jordanov Vaszil Vecev Hrisztian Ivanov Mladen Sztefanov | Csapat összetett | 221,730   | 12.       | kiesett  | kiesett  |

* - egy másik versenyzővel azonos eredményt ért el

** - két másik versenyzővel azonos eredményt ért el

*** - három másik versenyzővel azonos eredményt ért el

### Ritmikus gimnasztika
| Versenyző      | Versenyszám | Selejtező | Selejtező | Selejtező | Selejtező | Selejtező | Selejtező | Selejtező | Selejtező | Selejtező | Selejtező | Döntő   | Döntő   | Döntő   | Döntő   | Döntő   | Döntő   | Döntő   | Döntő   | Döntő    | Döntő    |
| Versenyző      | Versenyszám | Kötél     | Kötél     | Karika    | Karika    | Labda     | Labda     | Szalag    | Szalag    | Összesen  | Összesen  | Kötél   | Kötél   | Karika  | Karika  | Labda   | Labda   | Szalag  | Szalag  | Összesen | Összesen |
| Versenyző      | Versenyszám | Pont      | Hely.     | Pont      | Hely.     | Pont      | Hely.     | Pont      | Hely.     | Pont      | Hely.     | Pont    | Hely.   | Pont    | Hely.   | Pont    | Hely.   | Pont    | Hely.   | Pont     | Hely.    |
| -------------- | ----------- | --------- | --------- | --------- | --------- | --------- | --------- | --------- | --------- | --------- | --------- | ------- | ------- | ------- | ------- | ------- | ------- | ------- | ------- | -------- | -------- |
| Iva Tepesanova | Egyéni      | 9,608     | 15.       | 9,641     | 14.       | 9,658     | 13.       | 9,641     | 13.       | 38,548    | 15.       | kiesett | kiesett | kiesett | kiesett | kiesett | kiesett | kiesett | kiesett | kiesett  | kiesett  |

| Versenyző                                                                                                  | Versenyszám | Selejtező  | Selejtező  | Selejtező            | Selejtező            | Selejtező | Selejtező | Döntő      | Döntő      | Döntő                | Döntő                | Döntő    | Döntő    |
| Versenyző                                                                                                  | Versenyszám | 5 buzogány | 5 buzogány | 3 szalag és 2 karika | 3 szalag és 2 karika | Összesen  | Összesen  | 5 buzogány | 5 buzogány | 3 szalag és 2 karika | 3 szalag és 2 karika | Összesen | Összesen |
| Versenyző                                                                                                  | Versenyszám | Pont       | Hely.      | Pont                 | Hely.                | Pont      | Hely.     | Pont       | Hely.      | Pont                 | Hely.                | Pont     | Hely.    |
| --- | ----------- | ---------- | ---------- | -------------------- | -------------------- | --------- | --------- | ---------- | ---------- | -------------------- | -------------------- | -------- | -------- |
| Gabriela Atanaszova Zsaneta Ilieva Proletina Kalcseva Eleonora Kezsova Galina Marinova Krisztina Rangelova | Csapat      | 19,250     | 6.*        | 19,233               | 5.                   | 38,483    | 6.        | 19,166     | 7.         | 19,266               | 5.                   | 38,432   | 7.       |

* - egy másik csapattal azonos eredményt ért el

## Úszás
Férfi
| Versenyző           | Versenyszám    | Előfutam | Előfutam | Előfutam | Elődöntő | Elődöntő | Elődöntő | Döntő   | Döntő    |
| Versenyző           | Versenyszám    | Idő      | Hely.    | Össz.    | Idő      | Hely.    | Össz.    | Idő     | Helyezés |
| ------------------- | -------------- | -------- | -------- | -------- | -------- | -------- | -------- | ------- | -------- |
| Petar Sztojcsev     | 400 m gyors    | 3:59,94  | 4.       | 34.      |          |          |          | kiesett | kiesett  |
| Petar Sztojcsev     | 1500 m gyors   | 15:42,76 | 5.       | 30.      |          |          |          | kiesett | kiesett  |
| Ivan Angelov        | 100 m hát      | 58,03    | 6.       | 39.      | kiesett  | kiesett  | kiesett  | kiesett | kiesett  |
| Ivan Angelov        | 200 m hát      | 2:07,30  | 3.       | 40.      | kiesett  | kiesett  | kiesett  | kiesett | kiesett  |
| Kraszimir Zahov     | 100 m mell     | 1:07,09  | 7.       | 58.      | kiesett  | kiesett  | kiesett  | kiesett | kiesett  |
| Szimeon Makedonszki | 100 m pillangó | 55,49    | 3.       | 38.      | kiesett  | kiesett  | kiesett  | kiesett | kiesett  |
| Georgi Palazov      | 200 m pillangó | 2:04,40  | 2.       | 40.      | kiesett  | kiesett  | kiesett  | kiesett | kiesett  |
| Georgi Palazov      | 400 m vegyes   | 4:35,92  | 2.       | 40.      |          |          |          | kiesett | kiesett  |

Női
| Versenyző        | Versenyszám | Előfutam | Előfutam | Előfutam | Elődöntő | Elődöntő | Elődöntő | Döntő   | Döntő    |
| Versenyző        | Versenyszám | Idő      | Hely.    | Össz.    | Idő      | Hely.    | Össz.    | Idő     | Helyezés |
| ---------------- | ----------- | -------- | -------- | -------- | -------- | -------- | -------- | ------- | -------- |
| Ivanka Moralieva | 200 m gyors | 2:07,61  | 3.       | 34.      | kiesett  | kiesett  | kiesett  | kiesett | kiesett  |
| Ivanka Moralieva | 400 m gyors | 4:19,10  | 1.       | 30.      |          |          |          | kiesett | kiesett  |
| Ivanka Moralieva | 800 m gyors | 8:52,61  | 1.       | 20.      |          |          |          | kiesett | kiesett  |

## Vitorlázás
Női
| Versenyző            | Versenyszám     | Futam | Futam | Futam | Futam | Futam | Futam | Futam | Futam | Futam | Futam | Futam | Pontszám | Helyezés |
| Versenyző            | Versenyszám     | 1     | 2     | 3     | 4     | 5     | 6     | 7     | 8     | 9     | 10    | 11    | Pontszám | Helyezés |
| -------------------- | --------------- | ----- | ----- | ----- | ----- | ----- | ----- | ----- | ----- | ----- | ----- | ----- | -------- | -------- |
| Irina Konsztantinova | Szörfvitorlázás | 20    | (25)  | 22    | 15    | 25    | 22    | 22    | 23    | (26)  | 22    | 22    | 193,0    | 24.      |